# 杰奎琳·卡瓦略
杰奎琳·瑪麗亞·佩雷拉·德·卡瓦略·安德烈斯（英語：Jaqueline Maria Pereira de Carvalho Endres，婚前名：Jaqueline Maria Pereira de Carvalho，1983年12月31日—），是一名巴西女子排球運動員，司職主攻手。她是巴西國家女子排球隊一員。杰奎琳代表巴西分別在2008年北京奥林匹克运动会和2012年倫敦奥林匹克运动会兩次奪得金牌。